# Dasychira nigrodisca
Dasychira nigrodisca is een vlinder uit de familie spinneruilen (Erebidae), onderfamilie donsvlinders (Lymantriinae). De wetenschappelijke naam van deze soort is voor het eerst geldig gepubliceerd in 1934 door Sevastopulo.
De soort komt voor in tropisch Afrika.